# Jamie Clarke (snookerzysta)
Jamie Rhys Clarke (ur. 5 października 1994 w Llanelli) – walijski zawodowy snookerzysta .

## Kariera
Clarke zwrócił na siebie uwagę w 2014, kiedy pokonał byłego numer 8 na świecie Darrena Morgana w półfinale Welsh Amateur Championship, pokonując go 6–0, a następnie Lee Walkera, zdobywając tytuł najlepszego i najbardziej prestiżowego amatorskiego wydarzenia w Walii. W 2015 roku Clarke wziął udział w kilku turniejach, próbując zakwalifikować się do World Snooker Tour, ale minimalnie mu się to nie udało, gdyż trzykrotnie przegrywał w finale turnieju. W kwietniu Clarke przegrał 3–4 w decydującym meczu ostatniej rundy play-off EBSA Qualifying Tour z Martinem O’Donnelem. W maju 2015 Clarke wziął udział w programie Q School, jednak nie zdołał przejść dalej niż do trzeciej rundy. W czerwcu 2015 roku Clarke zakwalifikował się do fazy pucharowej Mistrzostw Europy w Snookerze EBSA jako 19. zawodnik, ale w finale przegrał z Michaelem Wildem 4–7.
W kolejnym miesiącu podczas Mistrzostw Świata U-21 w Snookerze IBSF Clarke ponownie dotarł do finału, w którym przegrał 7–8 w decydującej partii z Boonyaritem Keattykunem. W lutym 2016 roku Clarke po raz kolejny dotarł do finału Mistrzostw Europy w Snookerze EBSA jako rozstawiony z numerem 1 zawodnik, jednak ponownie został pokonany 4–7 przez swojego rodaka Jaka Jonesa. Dwa miesiące później Clarke ponownie przegrał decydujący mecz 3–4 z Elliotem Slessorem w ostatniej rundzie play-off EBSA Qualifying Tour. Była to piąta porażka Clarke'a w ostatniej rundzie turnieju kwalifikacyjnego do World Snooker Tour. Clarke'owi udało się w końcu uzyskać status profesjonalisty dopiero w szóstej próbie, w EBSA Tour Qualifying Play-offs, dzięki zwycięstwom nad byłym półfinalistą mistrzostw świata Andym Hicksem i angielskim amatorem George'em Pragnallem.
Po raz pierwszy zakwalifikował się do Mistrzostw Świata w Snookerze 2020, pokonując Marka Allena 10–8 w pierwszej rundzie, mimo że Allen zdobył 5 breaków stupunktowych. Clarke był zamieszany w kontrowersyjny incydent podczas meczu drugiej rundy przeciwko Anthony'emu McGillowi. Clarke prowadził 7–2, gdy McGill bezpośrednio poskarżył mu się, że kilkakrotnie stał na jego linii wzroku, gdy ten uderzał. Sędzia Jan Verhaas interweniował, ale najwyraźniej wytrąciło to Clarke'a z równowagi po tym, jak wygrał partię. W przerwie napisał na Twitterze: „Chcesz zatańczyć, zatańczmy”. McGill wygrał pozostałe pięć partii i przegrywał 7–8. Ostatecznie mecz rozstrzygnął się w decydującym frejmie. Clarke prowadził w decydującym frejmie, ale nie zdołał wyjść ze snookera i zostawił wolną bilę. To wystarczyło, aby McGill wygrał mecz 13-12.
Podobnie zakończył się udział Clarke'a w Mistrzostwach Świata w Snookerze 2021. W ostatniej rundzie kwalifikacyjnej prowadził z Markiem Davisem 7-2 po pierwszej sesji, ale Davis wygrał siedem frejmów w jednej rundzie w drugiej sesji, a Clarke ostatecznie przegrał 8-10.

## Występy w turniejach w karierze
| Ranking                      |               | [ i ]         | [ i ]         | [ i ]         | [ i ]         |               | 84            |               | 67            | 49            | 56            | 59            |               |               |               |               |               |               |               |               |               |               |               |               |               |               |               |               |               |
| Turnieje rankingowe          |               |               |               |               |               |               |               |               |               |               |               |               |               |               |               |               |               |               |               |               |               |               |               |               |               |               |               |               |               |
| Championship League          | nierankingowy | nierankingowy | nierankingowy | nierankingowy | nierankingowy | nierankingowy | nierankingowy | 2R            | RR            | 2R            | RR            | RR            |               |               |               |               |               |               |               |               |               |               |               |               |               |               |               |               |               |
| Xi'an Grand Prix             | nie rozegrano | nie rozegrano | nie rozegrano | nie rozegrano | nie rozegrano | nie rozegrano | nie rozegrano | nie rozegrano | nie rozegrano | nie rozegrano | nie rozegrano | 1R            |               |               |               |               |               |               |               |               |               |               |               |               |               |               |               |               |               |
| Saudi Arabia Masters         | nie rozegrano | nie rozegrano | nie rozegrano | nie rozegrano | nie rozegrano | nie rozegrano | nie rozegrano | nie rozegrano | nie rozegrano | nie rozegrano | nie rozegrano | 2R            |               |               |               |               |               |               |               |               |               |               |               |               |               |               |               |               |               |
| English Open                 | nie rozegrano | nie rozegrano | nie rozegrano | A             | A             | 1R            | 1R            | 3R            | 3R            | LQ            | LQ            | 1R            |               |               |               |               |               |               |               |               |               |               |               |               |               |               |               |               |               |
| British Open                 | nie rozegrano | nie rozegrano | nie rozegrano | nie rozegrano | nie rozegrano | nie rozegrano | nie rozegrano | nie rozegrano | 1R            | 1R            | LQ            | 1R            |               |               |               |               |               |               |               |               |               |               |               |               |               |               |               |               |               |
| Wuhan Open                   | nie rozegrano | nie rozegrano | nie rozegrano | nie rozegrano | nie rozegrano | nie rozegrano | nie rozegrano | nie rozegrano | nie rozegrano | nie rozegrano | 1R            | 2R            |               |               |               |               |               |               |               |               |               |               |               |               |               |               |               |               |               |
| Northern Ireland Open        | nie rozegrano | nie rozegrano | nie rozegrano | A             | 1R            | 1R            | 1R            | 1R            | LQ            | 1R            | 1R            | 1R            |               |               |               |               |               |               |               |               |               |               |               |               |               |               |               |               |               |
| International Championship   | A             | A             | A             | A             | A             | LQ            | LQ            | nie rozegrano | nie rozegrano | nie rozegrano | LQ            | 1R            |               |               |               |               |               |               |               |               |               |               |               |               |               |               |               |               |               |
| UK Championship              | A             | A             | A             | A             | A             | 1R            | 1R            | 2R            | 1R            | 2R            | 2R            | LQ            |               |               |               |               |               |               |               |               |               |               |               |               |               |               |               |               |               |
| Shoot Out                    | nierankingowy | nierankingowy | nierankingowy | A             | A             | SF            | 4R            | 1R            | QF            | 1R            | 2R            | 1R            |               |               |               |               |               |               |               |               |               |               |               |               |               |               |               |               |               |
| Scottish Open                | nie rozegrano | nie rozegrano | nie rozegrano | A             | A             | 1R            | 1R            | 2R            | LQ            | 2R            | 1R            | LQ            |               |               |               |               |               |               |               |               |               |               |               |               |               |               |               |               |               |
| German Masters               | A             | LQ            | A             | A             | LQ            | LQ            | 1R            | LQ            | LQ            | LQ            | 2R            | LQ            |               |               |               |               |               |               |               |               |               |               |               |               |               |               |               |               |               |
| Welsh Open                   | A             | 1R            | A             | A             | A             | 1R            | 1R            | 1R            | 1R            | LQ            | 1R            |               |               |               |               |               |               |               |               |               |               |               |               |               |               |               |               |               |               |
| World Open                   | A             | nie rozegrano | nie rozegrano | A             | A             | LQ            | LQ            | nie rozegrano | nie rozegrano | nie rozegrano | LQ            | LQ            |               |               |               |               |               |               |               |               |               |               |               |               |               |               |               |               |               |
| World Grand Prix             | NH            | NR            | DNQ           | DNQ           | DNQ           | DNQ           | DNQ           | DNQ           | DNQ           | DNQ           | DNQ           |               |               |               |               |               |               |               |               |               |               |               |               |               |               |               |               |               |               |
| Players Championship         | DNQ           | DNQ           | DNQ           | DNQ           | DNQ           | DNQ           | DNQ           | DNQ           | DNQ           | DNQ           | DNQ           |               |               |               |               |               |               |               |               |               |               |               |               |               |               |               |               |               |               |
| Tour Championship            | nie rozegrano | nie rozegrano | nie rozegrano | nie rozegrano | nie rozegrano | DNQ           | DNQ           | DNQ           | DNQ           | DNQ           | DNQ           |               |               |               |               |               |               |               |               |               |               |               |               |               |               |               |               |               |               |
| World Championship           | A             | LQ            | LQ            | A             | A             | LQ            | 2R            | LQ            | 1R            | LQ            | LQ            |               |               |               |               |               |               |               |               |               |               |               |               |               |               |               |               |               |               |
| Turnieje nierankingowe       |               |               |               |               |               |               |               |               |               |               |               |               |               |               |               |               |               |               |               |               |               |               |               |               |               |               |               |               |               |
| Championship League          | A             | A             | A             | A             | A             | A             | RR            | A             | A             | A             | A             |               |               |               |               |               |               |               |               |               |               |               |               |               |               |               |               |               |               |
| Dawne turnieje rankingowe    |               |               |               |               |               |               |               |               |               |               |               |               |               |               |               |               |               |               |               |               |               |               |               |               |               |               |               |               |               |
| Wuxi Classic                 | A             | LQ            | nie rozegrano | nie rozegrano | nie rozegrano | nie rozegrano | nie rozegrano | nie rozegrano | nie rozegrano | nie rozegrano | nie rozegrano | nie rozegrano | nie rozegrano | nie rozegrano | nie rozegrano | nie rozegrano | nie rozegrano | nie rozegrano | nie rozegrano | nie rozegrano | nie rozegrano | nie rozegrano |               |               |               |               |               |               |               |
| Australian Goldfields Open   | LQ            | A             | A             | nie rozegrano | nie rozegrano | nie rozegrano | nie rozegrano | nie rozegrano | nie rozegrano | nie rozegrano | nie rozegrano | nie rozegrano | nie rozegrano | nie rozegrano | nie rozegrano | nie rozegrano | nie rozegrano | nie rozegrano | nie rozegrano | nie rozegrano | nie rozegrano | nie rozegrano | nie rozegrano |               |               |               |               |               |               |
| Shanghai Masters             | A             | LQ            | A             | A             | A             | nierankingowy | nierankingowy | nie rozegrano | nie rozegrano | nie rozegrano | nierankingowy | nierankingowy |               |               |               |               |               |               |               |               |               |               |               |               |               |               |               |               |               |
| Paul Hunter Classic          | Minor-Ranking | Minor-Ranking | Minor-Ranking | LQ            | 1R            | 1R            | NR            | nie rozegrano | nie rozegrano | nie rozegrano | nie rozegrano | nie rozegrano | nie rozegrano | nie rozegrano | nie rozegrano | nie rozegrano | nie rozegrano | nie rozegrano | nie rozegrano | nie rozegrano | nie rozegrano | nie rozegrano | nie rozegrano | nie rozegrano | nie rozegrano | nie rozegrano | nie rozegrano |               |               |
| Indian Open                  | A             | LQ            | NH            | A             | LQ            | LQ            | nie rozegrano | nie rozegrano | nie rozegrano | nie rozegrano | nie rozegrano | nie rozegrano | nie rozegrano | nie rozegrano | nie rozegrano | nie rozegrano | nie rozegrano | nie rozegrano | nie rozegrano | nie rozegrano | nie rozegrano | nie rozegrano | nie rozegrano | nie rozegrano | nie rozegrano | nie rozegrano |               |               |               |
| China Open                   | A             | LQ            | A             | A             | A             | 1R            | nie rozegrano | nie rozegrano | nie rozegrano | nie rozegrano | nie rozegrano | nie rozegrano | nie rozegrano | nie rozegrano | nie rozegrano | nie rozegrano | nie rozegrano | nie rozegrano | nie rozegrano | nie rozegrano | nie rozegrano | nie rozegrano | nie rozegrano | nie rozegrano | nie rozegrano | nie rozegrano |               |               |               |
| Riga Masters                 | NH            | Minor-Rank    | Minor-Rank    | A             | LQ            | LQ            | LQ            | nie rozegrano | nie rozegrano | nie rozegrano | nie rozegrano | nie rozegrano | nie rozegrano | nie rozegrano | nie rozegrano | nie rozegrano | nie rozegrano | nie rozegrano | nie rozegrano | nie rozegrano | nie rozegrano | nie rozegrano | nie rozegrano | nie rozegrano | nie rozegrano | nie rozegrano | nie rozegrano |               |               |
| China Championship           | nie rozegrano | nie rozegrano | nie rozegrano | NR            | A             | LQ            | LQ            | nie rozegrano | nie rozegrano | nie rozegrano | nie rozegrano | nie rozegrano | nie rozegrano | nie rozegrano | nie rozegrano | nie rozegrano | nie rozegrano | nie rozegrano | nie rozegrano | nie rozegrano | nie rozegrano | nie rozegrano | nie rozegrano | nie rozegrano | nie rozegrano | nie rozegrano | nie rozegrano |               |               |
| WST Pro Series               | nie rozegrano | nie rozegrano | nie rozegrano | nie rozegrano | nie rozegrano | nie rozegrano | nie rozegrano | RR            | nie rozegrano | nie rozegrano | nie rozegrano | nie rozegrano | nie rozegrano | nie rozegrano | nie rozegrano | nie rozegrano | nie rozegrano | nie rozegrano | nie rozegrano | nie rozegrano | nie rozegrano | nie rozegrano | nie rozegrano | nie rozegrano | nie rozegrano | nie rozegrano | nie rozegrano | nie rozegrano |               |
| Turkish Masters              | nie rozegrano | nie rozegrano | nie rozegrano | nie rozegrano | nie rozegrano | nie rozegrano | nie rozegrano | nie rozegrano | LQ            | nie rozegrano | nie rozegrano | nie rozegrano | nie rozegrano | nie rozegrano | nie rozegrano | nie rozegrano | nie rozegrano | nie rozegrano | nie rozegrano | nie rozegrano | nie rozegrano | nie rozegrano | nie rozegrano | nie rozegrano | nie rozegrano | nie rozegrano | nie rozegrano | nie rozegrano | nie rozegrano |
| Gibraltar Open               | nie rozegrano | nie rozegrano | MR            | 1R            | 3R            | 3R            | 2R            | 4R            | 1R            | nie rozegrano | nie rozegrano | nie rozegrano | nie rozegrano | nie rozegrano | nie rozegrano | nie rozegrano | nie rozegrano | nie rozegrano | nie rozegrano | nie rozegrano | nie rozegrano | nie rozegrano | nie rozegrano | nie rozegrano | nie rozegrano | nie rozegrano | nie rozegrano | nie rozegrano | nie rozegrano |
| WST Classic                  | nie rozegrano | nie rozegrano | nie rozegrano | nie rozegrano | nie rozegrano | nie rozegrano | nie rozegrano | nie rozegrano | nie rozegrano | 3R            | nie rozegrano | nie rozegrano |               |               |               |               |               |               |               |               |               |               |               |               |               |               |               |               |               |
| European Masters             | nie rozegrano | nie rozegrano | nie rozegrano | A             | 1R            | LQ            | LQ            | 3R            | 1R            | LQ            | LQ            | NH            |               |               |               |               |               |               |               |               |               |               |               |               |               |               |               |               |               |
| Dawne turnieje nierankingowe |               |               |               |               |               |               |               |               |               |               |               |               |               |               |               |               |               |               |               |               |               |               |               |               |               |               |               |               |               |
| Six-red World Championship   | A             | 3R            | 2R            | A             | A             | A             | A             | nie rozegrano | nie rozegrano | LQ            | nie rozegrano | nie rozegrano |               |               |               |               |               |               |               |               |               |               |               |               |               |               |               |               |               |
| Haining Open                 | NH            | Minor-Rank    | Minor-Rank    | 2R            | A             | A             | A             | NH            | A             | NH            | A             | NH            |               |               |               |               |               |               |               |               |               |               |               |               |               |               |               |               |               |

1. 1 2 3 4  Był amatorem.

| Legenda tabeli wyników              | Legenda tabeli wyników       | Legenda tabeli wyników                     | Legenda tabeli wyników                                                              | Legenda tabeli wyników                     | Legenda tabeli wyników                     |
| ----------------------------------- | ---------------------------- | ------------------------------------------ | ----------------------------------------------------------------------------------- | ------------------------------------------ | ------------------------------------------ |
| LQ                                  | odpadnięcie w kwalifikacjach | #R                                         | odpadnięcie we wczesnej fazie turnieju (WR = runda dzikich kart, RR = faza grupowa) | QF                                         | przegrana w ćwierćfinale                   |
| SF                                  | przegrana w półfinale        | F                                          | przegrana w finale                                                                  | W                                          | zwycięstwo                                 |
| DNQ                                 | nie zakwalifikował/a się     | A                                          | nie brał/a udziału                                                                  | WD                                         | zrezygnował/a w trakcie turnieju           |
| Legenda oznaczeń w tabelach wyników |                              |                                            |                                                                                     |                                            |                                            |
| NH / Nie roz.                       | NH / Nie roz.                | Turniej nie odbył się.                     | Turniej nie odbył się.                                                              | Turniej nie odbył się.                     | Turniej nie odbył się.                     |
| NR / Nie-rank.                      | NR / Nie-rank.               | Turniej nie był zaliczany jako rankingowy. | Turniej nie był zaliczany jako rankingowy.                                          | Turniej nie był zaliczany jako rankingowy. | Turniej nie był zaliczany jako rankingowy. |
| R / Rank.                           | R / Rank.                    | Turniej był zaliczany jako rankingowy.     | Turniej był zaliczany jako rankingowy.                                              | Turniej był zaliczany jako rankingowy.     | Turniej był zaliczany jako rankingowy.     |
| MR / Minor-Rank.                    | MR / Minor-Rank.             | Turniej był zaliczany jako minor ranking.  | Turniej był zaliczany jako minor ranking.                                           | Turniej był zaliczany jako minor ranking.  | Turniej był zaliczany jako minor ranking.  |

## Finały w karierze

### Finały amatorskie: 6 (2-4)
| Rezultat  |    | Rok  | Turniej                       | Przeciwnik          | Wynik |
| --------- | -- | ---- | ----------------------------- | ------------------- | ----- |
| Zwycięzca | 1. | 2010 | Junior Pot Black              | Tom Rees            | 1–0   |
| Finalista | 1  | 2010 | Pontins Star of the Future    | Anthony McGill      | 1–4   |
| Zwycięzca | 2. | 2014 | Welsh Amateur Championship    | Lee Walker          | 8–6   |
| Finalista | 2. | 2015 | European Snooker Championship | Michael Wild        | 4–7   |
| Finalista | 3. | 2015 | Mistrzostwa świata IBSF U-21  | Boonyarit Keattikun | 7–8   |
| Finalista | 4. | 2016 | European Snooker Championship | Jak Jones           | 4–7   |

### Finały drużynowe: 1 (0-1)
| Rezultat  |    | Rok  | Turniej                               | Zespół/partner | Przeciwnik               | Wynik |
| --------- | -- | ---- | ------------------------------------- | -------------- | ------------------------ | ----- |
| Finalista | 1. | 2014 | Mistrzostwa Świata w Grach Mikstowych | Wendy Jans     | Ben Woollaston Yana Shut | 0–3   |